# 博比·拉米
博比·拉米（英語：Bobby Lammie，1997年2月10日—），生于斯特兰拉尔，苏格兰男子冰壶运动员。他曾代表英国参加2022年冬季奥林匹克运动会冰壶比赛，获得男子四人银牌。